# Revenge of the Nerds IV: Nerds in Love
Revenge of the Nerds IV: Nerds in Love is een Amerikaanse televisiefilm uit 1994 onder regie van Steve Zacharias. Het is het vierde en laatste deel in de Revenge of the Nerds-filmserie.

## Rolverdeling
| Acteur            | Personage                           |
| ----------------- | ----------------------------------- |
| Curtis Armstrong  | Dudley "Booger" Dawson              |
| Corinne Bohrer    | Jeanie Humphrey-Dawson              |
| Joseph Bologna    | Aaron Humphrey                      |
| Robert Carradine  | Lewis Skolnick                      |
| Julia Montgomery  | Betty Childs-Skolnick               |
| Christina Pickles | Tippy                               |
| Jessica Tuck      | Gaylord Medford                     |
| Robert Picardo    | Chad Penrod                         |
| Stephen Davies    | Chip Medford                        |
| Laurel Moglen     | Judy                                |
| Larry B. Scott    | Lamar Latrelle                      |
| Brian Tochi       | Takashi Toshiro                     |
| Ted McGinley      | Stanley Harvey "Stan" Gable         |
| James Cromwell    | Mr. Skolnick                        |
| Donald Gibb       | Frederick Aloysius "Ogre" Palowaski |
| Bernie Casey      | U.N. Jefferson                      |
| John Pinette      | Trevor Gulf                         |
| Gregg Binkley     | Harold                              |
| Marvin Kaplan     | Mr. Dawson                          |
| James Karen       | Mylan Whitfield                     |